# Don Müang nemzetközi repülőtér
A Don Müang  nemzetközi repülőtér (IATA: DMK, ICAO: VTBD) Thaiföldön található, Bangkokban. Ez a légikikötő egyike a város két nemzetközi repülőterének. Ide érkeznek a diszkont légitársaságok járatai. Forgalma alapján a legnagyobb és legforgalmasabb repülőtér a diszkont légtársaságok által használt repülőterek között. Éves utasforgalma 29 616 432 fő (2000).
Nevét Bangkok egyik kerületéről, Don Müangról kapta.

## Futópályák
A repülőtér futópályái:
- 03L/21R (12 139 ft, 3700 m, 197 ft, aszfaltbeton)
- 03R/21L (11 483 ft, 3500 m, 148 ft, aszfaltbeton)

## Forgalom
Az utasforgalom az elmúlt években az alábbi módon változott:
| Utasok száma | 1 909 217 | 4 590 000 | 16 649 782 | 24 992 738 | 30 623 366 | 38 985 043 | 2 999 867 | 21 546 568 | 41 312 443 | 30 490 635 |
|              | 1970      | 1980      | 1992       | 1996       | 2001       | 2005       | 2010      | 2014       | 2019       | 2024       |